# Andacollo
Andacollo – miasto i gmina w chilijskiej prowincji Elqui w regionie Coquimbo. Rozwój i istnienie miasta jest historycznie związany z kopalniami miedzi i złota.

## Administracja
Lista alkadów Andacollo:
| Alkad                             | Partia        | Okres sprawowania władzy           |
| --------------------------------- | ------------- | ---------------------------------- |
| Renato Moreno Gallegos            | Niezależny    | ? – 1 grudnia 1984                 |
| Emilio Lazo Aránguiz              | Niezależny    | 1 grudnia 1984 – 6 maja 1986       |
| Marcelina Yolanda Cortés Gallardo | Niezależna    | 6 maja 1986 – 19 października 2004 |
| Jorge Órdones González            | PDC           | 6 grudnia 2004 – 6 grudnia 2008    |
| Juan Carlos Alfaro Aravena        | Niezależny/PS | 6 grudnia 2008 – obecnie           |

## Kult Matki Bożej
Nazwa miasta jest wywodzona z języka keczua od słów Anta – miedź i Goya – królowa. Inna legenda głosi, że Indianinowi o imieniu Collo objawiła się Matka Boża, znana tutaj jako La Virgen del Rosario lub la Virgen Morena (Czarna Madonna). Indianin znalazł drewnianą płaskorzeźbę z jej wizerunkiem, pozostawioną przez Hiszpańskich kolonizatorów, którzy w 1544 r. musieli opuścić miasto La Serena, ze względu na bunt Indian, którzy je spalili. Przy życiu pozostało dwóch Hiszpanów, którzy uratowali z miasta płaskorzeźbę i ukryli ją. Natrafił na nią Indianin Collo i usłyszał głos mówiący Anda, Collo (dosł. Idź Collo). Poprosiła ona o zbudowanie kościoła w miejscu, gdzie dziś znajduje się miasto Andacollo. Indian zabrał rzeźbę do swojego domu. Po swoim powrocie Hiszpanie w 1580 r. zbudowali w Andacollo pierwsze sanktuarium maryjne na terenie Chile. Pierwsze uroczystości religijne, które miały miejsce w tej miejscowości datowane są jednak na rok 1548 co powoduje, że jest ono uznawane za drugie najstarsze sanktuarium maryjne w Ameryce Łacińskiej po sanktuarium Matki Bożej z Guadalupe, znajdującym się w Meksyku. Czarnej Madonnie z Andacollo przypisuje się wiele cudów (m.in. powstrzymanie epidemii czarnej ospy w 1871 r.). Na jej cześć co roku w dniach 23-27 grudnia odbywa się Fiesta Grande.